# Aurelio García Godos
Artidoro Aurelio Edmundo García Godos Hurtado de Mendoza (Lima, 1881-1956) fue un militar peruano.

## Biografía
Hijo del doctor Artidoro García Godos y Deidamia Hurtado de Mendoza de la Haza. Era coronel del Ejército Peruano cuando se produjo la caída de Augusto B. Leguía en 1930. 
Durante el gobierno de la Junta Militar presidida por Luis Sánchez Cerro (1930-1931) conspiró junto con otros oficiales. Una versión afirma que la intentona golpista y la sublevación militar-policial del 20 de febrero de 1931 en la Fortaleza del Real Felipe del Callao (que estaba encabezada por el general de la policía Pedro Pablo Martínez), fue realizada en su nombre. Esa intentona golpista comprometió también a un grupo de leguiístas, pero que fue rápidamente sofocada por militares allegados al régimen, entre ellos el coronel Gustavo Jiménez.
Durante el gobierno de la Junta Nacional presidida por David Samanez Ocampo (1931) encabezó varios movimientos subversivos en el Cuzco, lo que provocó la movilización de fuerzas desde Lima, que sofocaron rápidamente cualquier intento de levantamiento de las masas. Pero su accionar no fue un hecho aislado. Ocurrieron al menos otras cinco insurrecciones en Cuzco y Puno, todas encabezadas por oficiales del ejército.
Bajo el gobierno constitucional de Sánchez Cerro (1931-1933), García Godos mantuvo su actitud levantisca y protagonizó otros intentos golpistas, buscando el apoyo de los apristas. Fue implicado en el frustrado levantamiento que debió ocurrir en la Escuela de Aviación de Las Palmas el 6 de julio de 1932, y que fue reprimido por oficiales leales al gobierno. Junto con él fueron implicados los coroneles Juan O’Connor (de la Aviación) y  Eulogio Castillo (del Ejército) y muchos civiles opositores del gobierno, calificados como aprocomunistas y leguiístas.